# Università George Bacovia di Bacău
L'Università "George Bacovia" (in rumeno Universitatea George Bacovia) è un'università privata della città di Bacău, in Romania.

## Storia
Il 9 aprile del 1992 viene fondato a Bacău Fundația Academică Social Culturală și Instructiv Educativă (Fondazione Accademica Sociale Culturale ed Educativa) "George Bacovia" prendendo vita così la prima università particolare della città.